# Hippidion
Hippidion (що означає малий кінь) — це вимерлий рід коней, який мешкав у Південній Америці від пізнього пліоцену до кінця пізнього плейстоцену (Луяна), від двох мільйонів до 11 000 років тому. Вони були однією з двох ліній родини коневих, що походили з Південної Америки в епоху плейстоцену, поряд із представниками Equus subgenus Amerhippus.
Він мав висоту в плечах приблизно 1,4 метра і нагадував осла. Череп Hippidion відомий своєю носовою кісткою, яка виступає вперед від черепа.
Дослідження показало, що пізньоплейстоценові зразки Hippidion мали нижчі значення δ13C, ніж зразки Amerhippus, що вказує на те, що вони віддають перевагу рідколіссям C3 і відкритим лісам.
Hippidion вимер разом з іншими південноамериканськими коневими наприкінці пізнього плейстоцену, між 15 000 і 10 000 років тому, як частина четвертинного вимирання, яке призвело до вимирання більшості великих тварин як у Північній, так і в Південній Америці. Кліматичне моделювання припускає, що найкраще місце існування для видів Hippidion скоротилося після переходу в голоцен, але цього зменшення недостатньо, щоб пояснити вимирання.